# Uniwersytet Cypryjski
Uniwersytet Cypryjski (ang. University of Cyprus, gr. Πανεπιστήμιο Κύπρου, tur. Kibris Universitesi) – państwowa szkoła wyższa założona w 1989 w stolicy Cypru, Nikozji. W 1992 przyjął pierwszych studentów, w roku akademickim 2004/2005 miał ich 3500 (najwięcej do tamtego czasu).
Wykłady w większości prowadzone są po grecku. Co prawda drugim językiem wykładowym jest turecki, jednak zarejestrowanych jest jedynie kilku posługujących się nim studentów. Począwszy od września 2005, uniwersytet stosuje system punktów ECTS. Turcy cypryjscy, którzy ukończyli sześcioletnią szkołę średnią, mogą ubiegać się o przyjęcie na studia po zdaniu egzaminów wstępnych.
Od 2008 w radzie uniwersytetu zasiada Kyriakos Charalambides, grecki poeta cypryjskiego pochodzenia.

## Wydziały
Uczelnia składa się z sześciu wydziałów:
- Wydział Humanistyczny
- Wydział Nauk Stosowanych
- Wydział Nauk Społecznych i Edukacji
- Wydział Ekonomii i Zarządzania
- Wydział Inżynieryjny
- Wydział Literatury.